# 아시아사향고양이속
아시아사향고양이속(Paradoxurus)은 사향고양이과에 속하는 속 분류군의 하나로 1822년 퀴비에(Frédéric Cuvier)가 처음 명명하고 기술했다. 2005년까지는 동남아시아 토착종인 3종(아시아사향고양이, 황금사향고양이, 갈색사향고양이)을 포함하는 속으로 정의되었다. 2009년, 스리랑카 토착종 3종(황금습지사향고양이, 스리랑카갈색사향고양이, 황금건초지사향고양이)이 추가되었다.

## 하위 종
- 황금습지사향고양이 또는 황금습지팜시벳 (Paradoxurus aureus) (F. Cuvier, 1822)[4]
- 아시아사향고양이 또는 말레이사향고양이 또는 팜시벳 (Paradoxurus hermaphroditus)
- 갈색사향고양이 또는 저던사향고양이 (Paradoxurus jerdoni)
- 스리랑카갈색사향고양이 또는 스리랑카갈색팜시벳 (Paradoxurus montanus) (Kelaart, 1852)[4]
- 황금건초지사향고양이 또는 황금건초지팜시벳 (Paradoxurus stenocephalus) (Groves, 2009)[4]
- 황금사향고양이 또는 황금팜시벳 (Paradoxurus zeylonensis)